# David Yonggi Cho
David (Paul) Yonggi Cho (Ulsan, 14 de fevereiro de 1936 – Seul, 14 de setembro de 2021) foi um ministro evangélico coreano, ligado à Fraternidade Mundial das Assembleias de Deus. Foi pastor da Igreja do Evangelho Pleno de Yoido. Ele nasceu com o nome de Yonggi Cho, incluiu o primeiro nome Paul para facilitar o contato com os ocidentais, mas depois mudou seu nome para David Yonggi Cho.

## Conversão e Início do Ministério
Cho nasceu em um lar budista e foi assim até os 19 anos, quando, após ficar doente de tuberculose se converteu à fé cristã. Após a sua conversão, ele se uniu a uma igreja pentecostal. Inicialmente foi intérprete de missionários norte-americanos, mas em 1958, começou a pregar num bairro pobre de Seul. Após o serviço militar, abriu um novo templo em Seodamun, em 1961, com 1500 membros. Após um tempo, se casou com Kim Sung Hye, filha de sua associada Jasil Choi Kim, com quem tiveram 3 filhos.
Nesta época também implantou uma estratégia de evangelismo de reuniões eclesiásticas nas casas dos membros, o que fez com que a igreja crescesse bastante. Por um erro de tradução, seus livros até hoje são considerados como os predecessores da igreja em células, porém, o próprio David Yonggi Cho é contrário a essa prática. Sua igreja, inspirou grandes ministérios, como por exemplo:; Light House Church, Gana; Mci 12, Colombia; Calvary Temple, India; Mission Cristiana Elim, El Salvador.